# بورتاخي
بلدية بورتاخي (بالإسبانية: Portaje)‏، هي بلدية تقع في مقاطعة قصرش والتي تقع في منطقة إكستريمادورا، غرب إسبانيا.
يبلغ عدد سكانها 401 نسمة وفقاً لإحصائية سنة (2002).